# Julian Malczewski
Julian Grzegorz Maciej Malczewski herbu Tarnawa (ur. 17 listopada 1820 w Radomiu, zm. 24 grudnia 1883 w Gardzienicach) – generalny sekretarz Towarzystwa Kredytowego Ziemskiego guberni radomskiej.
Pochodził ze zubożałej rodziny ziemiańskiej. Syn Stanisława i Marii Julii z domu Żurowskiej (zm. 1835). Mąż Marii z Korwin-Szymanowskich h. Ślepowron(ur. ok. 1834, zm. 1898 w Wielgiem), właścicielki Wielgiego. Ojciec malarza Jacka (1854–1929) oraz dziadek malarza Rafała (1892–1965).
Ukończył radomską szkołę wojewódzką w gmachu popijarskim. Do końca życia pracował w Towarzystwie Kredytowym Ziemskim guberni radomskiej. Zmarł 24 grudnia 1883 i został pochowany przy kościele parafialnym w Ciepielowie.

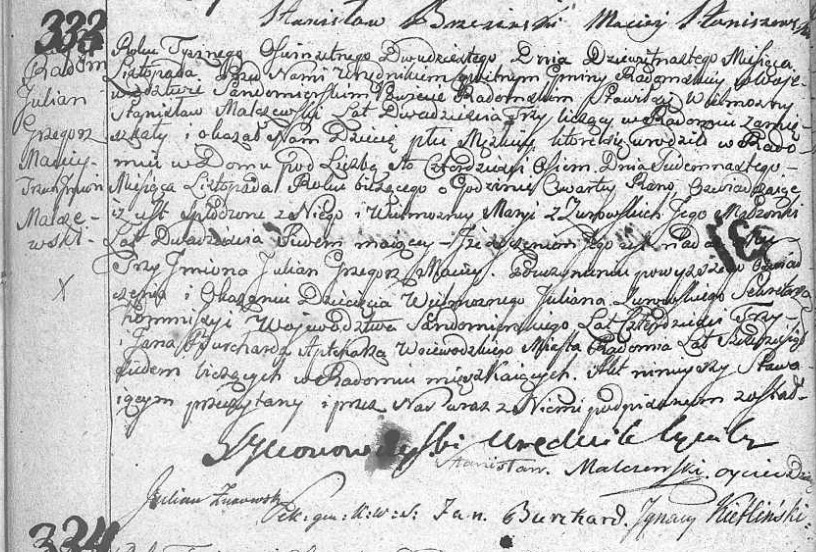
Akt urodzenia Juliana Malczewskiego 1820 r.

## Wywód genealogiczny
| 4. ? |  |                                  |  |  |                                        |
|      |  | 2. Stanisław Malczewski          |  |  |                                        |
| 5. ? |  |                                  |  |  |                                        |
|      |  |                                  |  |  | 1. Julian Malczewski ur. 1820 zm. 1883 |
| 6. ? |  |                                  |  |  |                                        |
|      |  | 3. Maria Julia Żurowska zm. 1835 |  |  |                                        |
| 7. ? |  |                                  |  |  |                                        |
|      |  |                                  |  |  |                                        |